# TOS-1
TOS-1 (ruski: ТОС-1 »Буратино«) je sovjetski višecijevni raketni lanser s raketama opremljenim aerosolnim bojnim glavama, postavljen na podvozje tenka T-72. TOS-1 je dizajniran da bi uništio protivničke bunkere, laka oklopna vozila i živu silu.  
Ideja teškog raketnog oklopnog lansera malog dometa se pojavila 1970-tih. Sustav temeljen na podvozju tenka T-72, rakete i vozilo za prijevoz raketa je razvijeno ranih 1980-tih u dizajnerskom birou Omsk. Nazvan je TOS-1. Njegov razvoj je dugo čuvan kao vojna tajna, a prvi test u borbi imao je u Pandžšerskoj dolini tijekom sovjetskog rata u Afganistanu. Nadimak Buratino (hrvatski za Pinokija) je dobio zbog velikog "nosa" raketnog lansera.
TOS-1 ispaljuje 220 mm rakete. Raketni sustav TOS-1 je relativno kratkog dometa, do 3,5 km, a prema nekim izvorima i do 5 km. Minimalni domet je 400 metara. Može ispaliti jednu ili dvije rakete istovremeno u vremenu od 0,5 sekundi. Da bi ispalio čitav lanser raketa potrebno mu je od 7,5 do 15 sekundi. Pri takvom ispaljivanju, rakete padaju na području veličine 200x400 metara. 
TOS-1 je opremljen modernim sustavom za upravljane paljbom (skraćeno: SUP). Sva usmjerivanja i pripreme za paljbu se obavljaju unutar vozila, tako se posada ne izlaže neprijateljskoj vatri. Vozilo može stati i pucati na vidljive mete u 90 sekundi od trenutka kočenja, a njime upravlja 3 člana posade, zapovjednik, topnik i vozač. Punjenje lansirnih cijevi obavlja se uz pomoć vozila za punjenje (TZM - transportno-zarjažajuščaja mašina) koje je također napravljeno na temelju podvozja T-72 tenka. Opremljeno je kranom i nosi set raketa. 

## TOS-1A
TOS-1A (ruski: ТОС-1А »Солнцепёк«, hrv. »Suncepek«) je posljednja inačica originalnog teškog raketnog sustava TOS-1. Ušao je u službu ruske vojske 2001. godine. Lanser BM-1 koji je postavljen na tijelo tenka T-72 koristi dulje 220 mm rakete. Broj lansirnih cijevi je smanjen s 30 na 24. Nove lansirne cijevi su u usporedbi s onima na originalnoj inačici duže. Maksimalan domet je povećan na 6,000 metara. Ovaj raketni lanser puni novo vozilo za opskrbu TZM-T. Nosi dvije grupe po 12 raketa između kojih je montiran kran. Vozilo za opskrbu također nosi i 400 litara benzina za nadopunjavanje lansirnog vozila.

## Vanjske poveznice
- Video TOS-1 u akciji
- GlobalSecurity
- FAS